# Regensdorf
Regensdorf est une ville et une commune suisse du canton de Zurich, située dans le district de Dielsdorf.
Elle comprend les anciennes communes civiles de Watt et d'Adlikon.

Photo aérienne prise à 300 m par Walter Mittelholzer (1923).

## Bâtiments et institutions
La commune de Regensdorf accueille sur son territoire l'établissement pénitentiaire de Pöschwies,. Gérée par les autorités zurichoises, la prison peut accueillir un peu moins de 400 détenus, ce qui fait d'elle la plus grande de Suisse.

## Culture et patrimoine

### Héraldique
| Blason | Blasonnement : Palé d'argent et d'azur, à la fasce de gueules brochant. |

### Personnalités liées à la commune
- Karl Frei, champion olympique de gymnastique en 1948, y est né en 1917.